# Hôtel Querret
L'hôtel Querret est un hôtel particulier situé à Besançon dans le département du Doubs.

## Localisation
L'édifice est situé au 7 rue Lecourbe dans le secteur de La Boucle de Besançon.

## Histoire

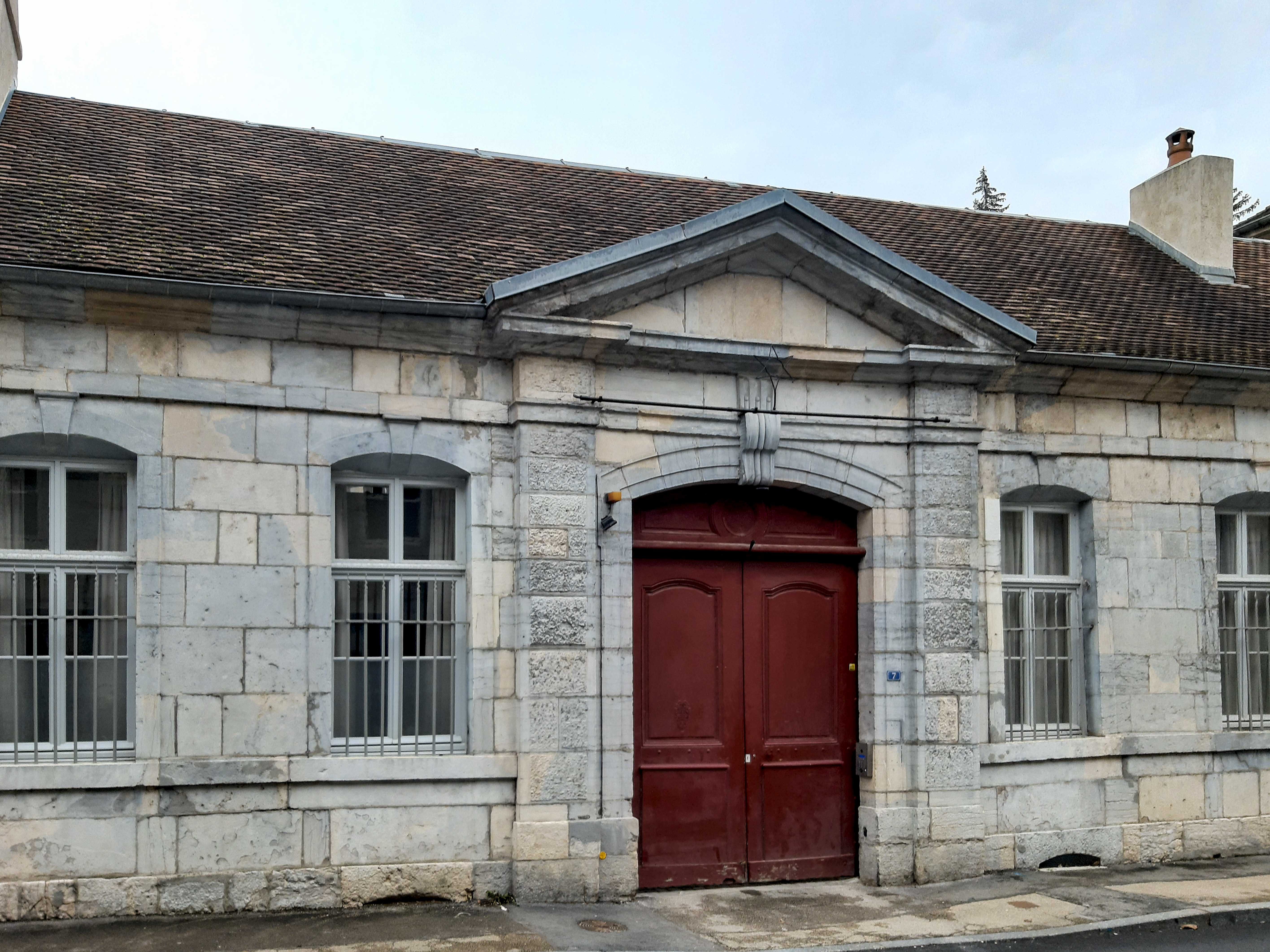
Portail de l'hôtel Querret.

En 1784 l'hôtel est construit par Jean Querret, un ingénieur des ponts et chaussées, sur des plans qu'il a faits lui-même.
Le corps de logis, les façades et toitures des communs, le sol de la cour, les deux puits et le jardin font l’objet d’une inscription au titre des monuments historiques depuis le 27 mai 2004.

## Architecture et décorations
L'hôtel possède une cour antérieure et un fronton triangulaire agrémente le logis principal.